# 魁北克市市旗
魁北克市市旗（法語：drapeau de la ville de Québec）啟用於1987年1月12日。旗幟底色為深藍色，中央有一艘金色船舶。旗幟被白色城牆狀圖案設計，代表魁北克市的城牆。